# Barranc de Confòs
El barranc de Confòs és un barranc, afluent del riu de Manyanet. Discorre per l'antic terme de Benés, de l'Alta Ribagorça, tot i que administrativament pertany al terme de Sarroca de Bellera, al Pallars Jussà.
Es forma a llevant de la Pica de Cerví, entre el Serrat de l'Estretet, al nord-est, i el dels Portells, al sud-oest, i davalla cap al sud-est fins a abocar-se en el riu de Manyanet.